# Ziya Erdal
Ziya Erdal (* 5. Januar 1988 in Zara, Sivas) ist ein türkischer Fußballspieler, der für Sivasspor spielt.

## Karriere
Ziya Erdal begann mit dem Fußballspielen in der Jugend seines Ortsvereins Yamanspor. Von hier wechselte er 2006 in die Jugend von Sivasspor. 2006 erhielt er von seinem Verein einen Profi-Vertrag und stieg in die Profi-Mannschaft auf. Hier blieb er eine halbe Saison lang, ohne zum Einsatz zu kommen. Um Spielpraxis zu sammeln, wurde er in der Saison 2008/09 zum Drittligisten Kırşehirspor ausgeliehen. Bei Kırşehirspor war er kein Stammspieler, kam aber zu regelmäßigen Einsätzen. 2009/10 wechselte er ablösefrei zum Viertligisten 'Anadolu Üsküdar'. Anadolu Üsküdar hat mit Sivasspor eine enge Zusammenarbeit und ermöglicht so Spielern von Sivasspor Spielpraxis zu sammeln.
Nach einer Saison bei Anadolu Üsküdar kehrte er zu Sivasspor zurück. Hier kam er unter dem neuen Trainer Rıza Çalımbay regelmäßig zu Einsätzen und wurde sogar für die Zweite Mannschaft der Türkischen Nationalmannschaft nominiert. In der Saison 2011/12 eroberte er sich endgültig einen Stammplatz.

### Nationalmannschaft
Obwohl Erdal zuvor für keine der türkischen Juniorennationalmannschaften auflief, wurde er 2011 für die zweite Auswahl der Türkischen Nationalmannschaft nominiert. Bisher kam er für die Türkische A2 viermal zum Einsatz.

## Erfolge
Sivasspor
- Türkischer Pokalsieger: 2022

Türkische A2-Nationalmannschaft
- International Challenge Trophy: 2011–13